# 驳骨草属
驳骨草属（学名：Gendarussa）是爵床科下的一个属，为灌木植物。该属共有约2种，分布于亚洲东南部。现已并入爵床属。